# Quinta do Anjo
Quinta do Anjo is een plaats (freguesia) in de Portugese gemeente Palmela en telt 8354 inwoners (2001).